# Francis Martin Drexel
Francis Martin Drexel (7 avril 1792 - 5 juin 1863) est un banquier et artiste de Philadelphie (Pennsylvanie, États-Unis). Il est le père d'Anthony Joseph Drexel, le fondateur de l'Université Drexel et le grand-père de Catherine Drexel.

## Jeunesse

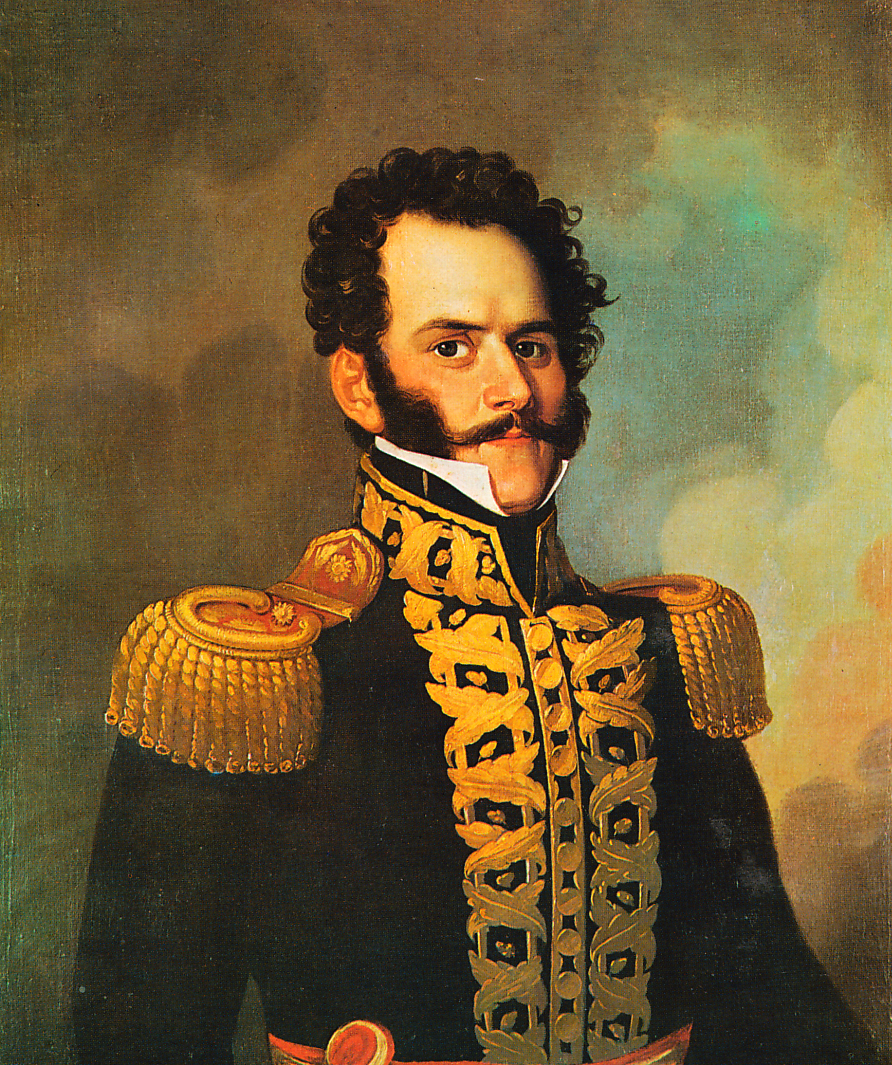
Un portrait de Blas Cerdeña par Drexel.

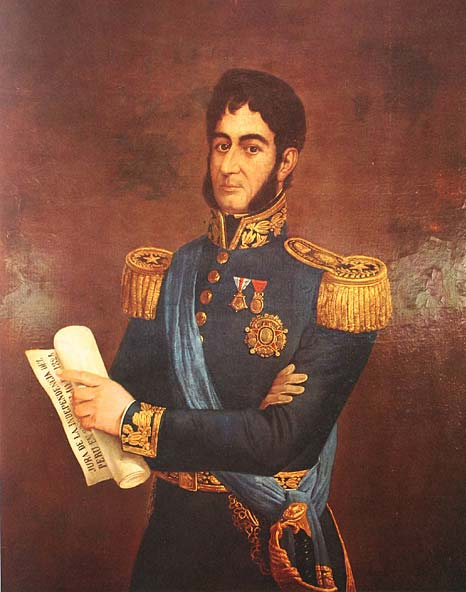
Un portrait de San Martín par Drexel.

Franz Martin Drexel est né le 7 avril 1792, fils aîné de Franz Josef Drexel et de Magdalena Wilhelm, à Dornbirn, dans le Vorarlberg autrichien, non loin de la frontière suisse. Son père est un marchand prospère avec des associés en Suisse et en Italie. En 1803, François est envoyé étudier l'italien et le français dans une école conventuelle catholique en Italie. Il revient deux ans plus tard et est apprenti chez un peintre dans un village voisin. Lorsque Napoléon envahit l'Autriche, afin d'échapper à la conscription, et avec l'aide de son père, il traverse le Rhin en Suisse. Il y reste environ cinq ans, peignant des portraits, des maisons et des enseignes pour subvenir à ses besoins. En 1812, il retourne au Tyrol incognito. La conscription étant toujours en vigueur, il se rend à Berne et poursuit ses études de peinture.

## Carrière
En mai 1817, Drexel s'embarque à Amsterdam sur le John of Baltimore, vers Philadelphie où il ouvre un atelier et trouve du travail comme instructeur d'art à la Female Academy de Bazeley. Portraitiste réputé, son travail est fréquemment présenté aux expositions annuelles de la Pennsylvania Academy of the Fine Arts de Philadelphie.
Une poursuite en diffamation contre son beau-frère, Bernard Gallagher, est réglée à l'amiable car des dommages-intérêts auraient mis ce dernier en faillite. Bien que Gallagher ait reconnu les fausses déclarations, les commandes de peintures diminuent néanmoins et Drexel perd son poste chez Bazeley. Il laisse ensuite sa femme et ses deux enfants à Philadelphie, pour voyager au Pérou et au Chili, peignant des portraits, dont celui du général Simón Bolívar. Drexel visite l'Amérique du Sud deux fois ainsi que le Mexique.
En 1837, après son installation permanente à Philadelphie, il fonde la maison bancaire Drexel & Co. qui devient l'une des plus grandes banques des États-Unis. L'activité initiale de Drexel & Co. consiste à escompter des billets de banque émis par des particuliers, dont la valeur dépend largement du caractère des principaux dirigeants de la banque émettrice.
Après sa mort en 1860, la société parisienne, Drexel, Harjes & Co., est fondée en 1868, et la société new-yorkaise, Drexel, Morgan & Co., est fondée en 1871.

## Enfants
Drexel épouse Catherine Hookey (1795–1870) à l'église catholique romaine Holy Trinity dans les rues Sixth et Spruce le 23 avril 1821. Ils ont:
- Mary Johanna Drexel (1822–1873), qui épouse John D. Lankenau (1817–1901), un homme d'affaires et philanthrope[8],[9]
- Francis Anthony Drexel (1824–1885), qui épouse Hannah J. Langstroth (1826–1858), puis Emma Mary Bouvier (1833–1883)[10]
- Anthony Joseph Drexel (1826–1893), qui épouse Ellen B. Rozet (1832–1891). Il est l'un des fondateurs de la finance moderne ainsi que de l'Université Drexel.
- Joseph William Drexel (1833–1888), qui épouse Lucy Wharton (1841–1912). Il est administrateur du Metropolitan Museum of Art, de l'Académie nationale des sciences et directeur du Metropolitan Opera. Mausolée Francis M. Drexel dans les bois

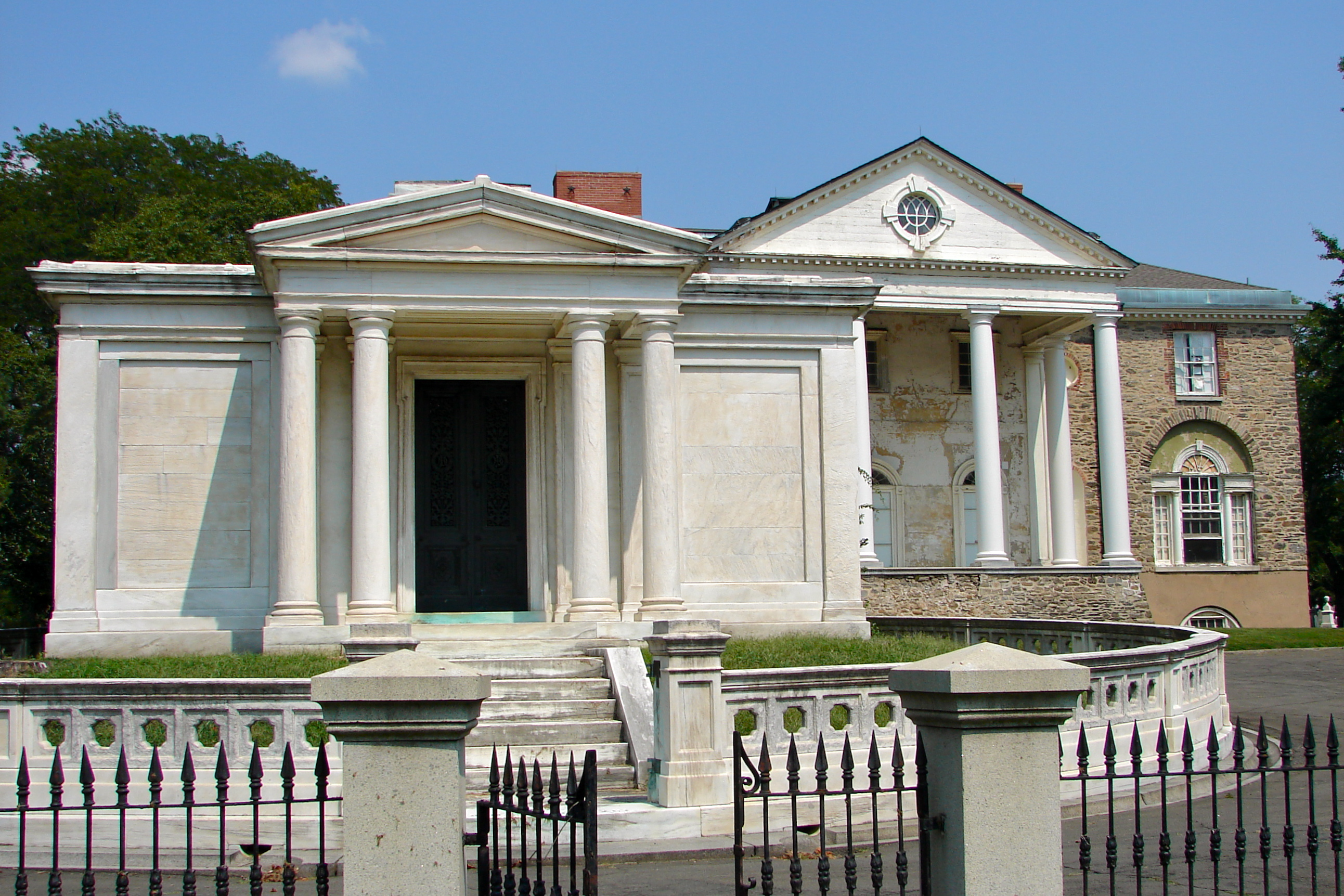
Mausolée Francis M. Drexel dans les bois

- Heloise C. Drexel (1837–1895), qui épouse James Charles Smith (1828–1893)[11]
- Caroline "Carrie" Drexel (1838–1911), qui épouse l'agent de change John Goddard Watmough (1837–1913), fils du colonel John Watmough[12],[13].

Drexel est mort en 1863, à la suite de blessures subies dans un accident de train et est enterré au cimetière Woodlands à Philadelphie, Pennsylvanie.
Par l'intermédiaire de son fils aîné, Francis Anthony Drexel, il est le grand-père paternel de Catherine Drexel (1858–1955). Par l'intermédiaire de son fils, Joseph William Drexel, il est le grand-père paternel d'Elizabeth Wharton Drexel (en) (1868–1944), une éminente mondaine qui épouse John Beresford, 5e baron Decies (1866–1944).
Une sculpture de Drexel se dresse au sommet de la fontaine commémorative Francis M. Drexel à Drexel Square à Chicago. Drexel a fait don du terrain connu sous le nom de Drexel Boulevard.
Drexel Park, situé sur S. Damen St. à Chicago, porte le nom de Drexel Blvd. Drexel offre une autre grande parcelle - une plus à l'est - à la South Park Commission pour l'utiliser comme parc public.